# 999
999 (CMXCIX) var ett normalår som började en söndag i den julianska kalendern.

## Händelser

### April
- 2 april – Sedan Gregorius V har avlidit den 18 februari väljs Gerbert d'Aurillac till påve och tar namnet Silvester II.[1]

### Oktober
- 19 oktober – Biel blir en del av Basels stift.[2]

## Födda
- Odo, greve av Penthièvre.

## Avlidna
- 18 februari – Gregorius V, född Bruno av Kärnten, påve sedan 996.[1]
- 17 november – Elfrida, drottning av England från 964 eller 965 till 975 (gift med Edgar den fredlige) (död detta år eller 1000 eller 1001)
- 16 december – Adelaide av Italien, helgon.
- Tore Hjort, norsk hövding.
- Subh, mor och regent till kalifen i Cordoba.
- Adelheid av Burgund, tyskromersk kejsarinna, helgon och regent.

### Fotnoter
1. 1 2  ”Roman Catholic Church” (på engelska). World Statesmen. http://www.worldstatesmen.org/Catholic.html. Läst 23 november 2012.
2. ↑  World Statesmen (läst 7 april 2011)